# Peltre

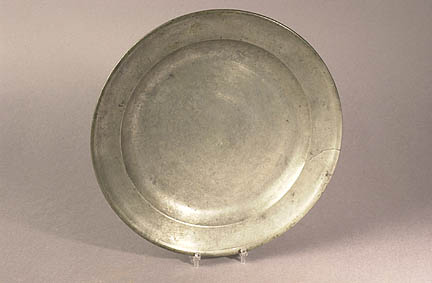
Plato de peltre

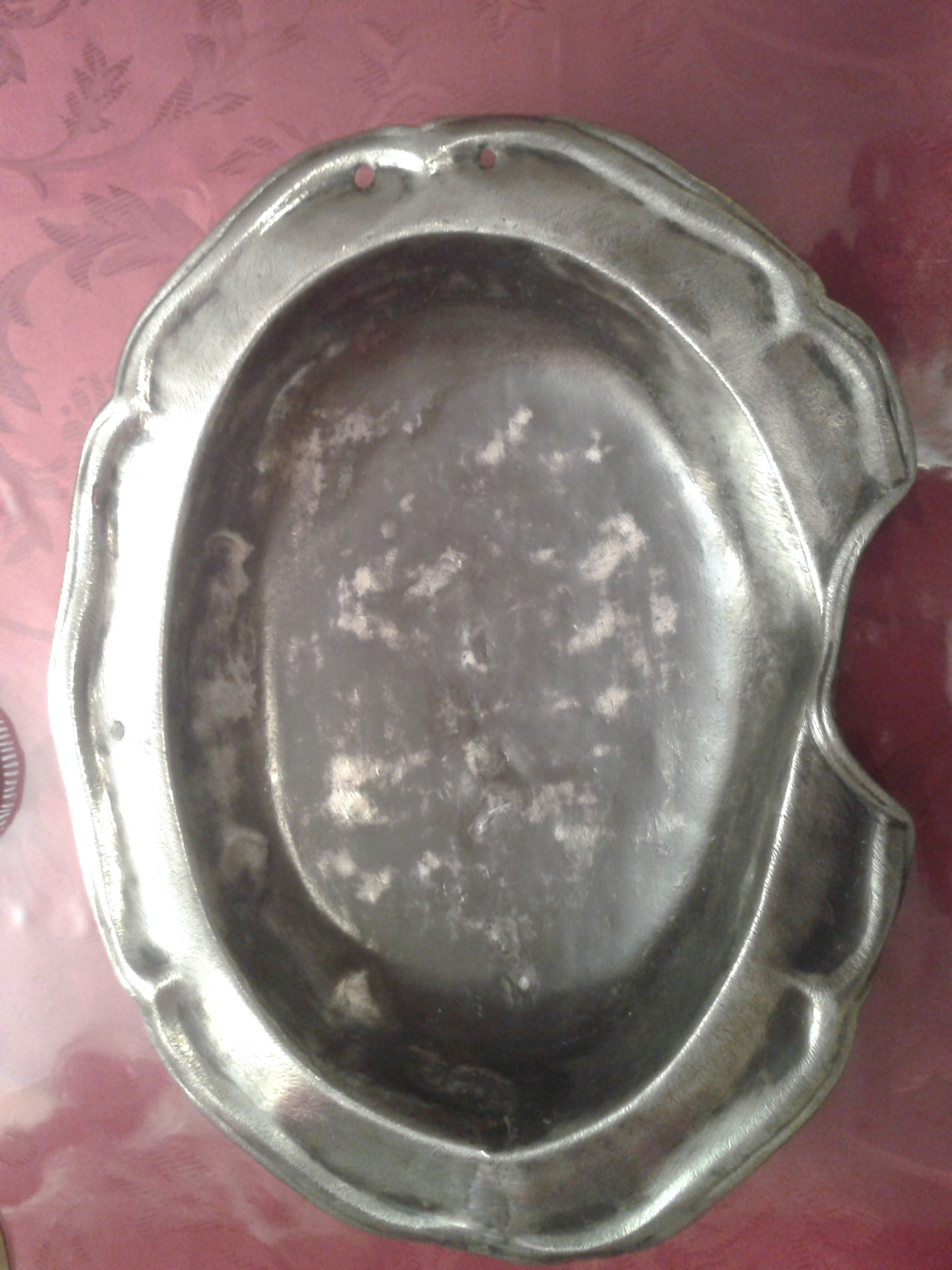
Bacía de peltre del

El peltre es una aleación compuesta por estaño, cobre, antimonio y, opcionalmente, plomo. Es maleable, blando y de color blanco con alguna similitud a la plata, poco reactivo y funde entre 170 y 230 °C por lo que suele emplearse para adornos. Duradero y maleable, con el tiempo adquiere una interesante pátina y puede ser forjado de cualquier forma.
Tradicionalmente, con una composición del 85 al 99% de estaño, y restos de 1-4 % de cobre para darle dureza. Si se le agrega un pequeño porcentaje de plomo, se colorea azulado. Su aspecto es brillante, pulido y parecido a la plata, que al igual que este metal tiende a ennegrecerse por efecto de la oxidación si no recibe tratamiento químico. El peltre es maleable y se deforma a la forma de la mano cuando se aprieta fuertemente. Tiene un bajo punto de fusión.
Tradicionalmente, hay tres tipos de peltre:
- Fino: Material de cubiertos. Compuesto de 96-99% de estaño y 1-4% de cobre.
- Trifle: También para cubiertos y vajilla rústica. Compuesto de 92% de estaño, 1-4% de cobre y más del 4% de plomo.
- Lay: También llamado Ley. Normalmente no se utiliza en cubiertos, por contener más del 15% de plomo y pequeñas cantidades de antimonio.

Popularmente, también se llama peltre a los utensilios de metal bañados con una capa cerámica o esmalte cerámico, generalmente blanco.
No se debe confundir esta aleación con el acero porcelanizado, esmaltado o vitrificado que en América Latina se conoce como peltre.

## Historia
El peltre era utilizado por los romanos en la construcción de acueductos, durante la Edad Media para la fabricación de adornos y se usaba en las iglesias más pobres como sustituto de la plata. Durante la Edad Media el peltre creció en popularidad, sustituyendo las vajillas de madera en las casas acomodadas. Igual sucedió en Estados Unidos durante los siglos XVIII y XIX en casas de clase media y alta.
Joseph Nicéphore Niépce empleó este material para tomar la primera fotografía: véase Vista desde la ventana en Le Gras.